# Еглінг
Еглінг (нім. Egling) — громада в Німеччині, розташована в землі Баварія. Підпорядковується адміністративному округу Верхня Баварія. Входить до складу району Бад-Тельц-Вольфратсгаузен.
Площа — 74,06 км2. Населення становить 5415 ос. (станом на 31 грудня 2020).